# Jérôme Lavrilleux
Pour les articles homonymes, voir Lavrilleux.
Jérôme Lavrilleux, né le 19 septembre 1969 à Saint-Quentin (Aisne), est un homme politique français.
Directeur de cabinet de Jean-François Copé quand celui-ci était président de l'UMP et directeur-adjoint de la campagne présidentielle de Nicolas Sarkozy en 2012, il est député européen de 2014 à 2019.

## Biographie

### Famille et études
Les Établissements Henri Lavrilleux, créés en 1967 et détenus par son père, furent une entreprise réputée d'entretien et de réparation automobile à Saint-Quentin. Jérome Lavrilleux a passé son enfance dans le quartier Europe de Saint-Quentin, une ZUP construite au début des années 1960. Il est titulaire d'un BTS en commerce international.
Jérôme Lavrilleux est  présenté comme un autodidacte de la politique au vu de son cursus.
Jérôme Lavrilleux est divorcé, sans enfant.

### Carrière politique
Alors que Jacques Braconnier vient de perdre la mairie de Saint-Quentin, Jérôme Lavrilleux adhère au Rassemblement pour la République (RPR) en mars 1989. Il y côtoie alors un autre jeune militant âgé de 24 ans, Xavier Bertrand. De 1995 à 2004, il est le directeur de cabinet du maire de Saint-Quentin, Pierre André. En 2002, quand Xavier Bertrand devient député, il lui succède au conseil général de l'Aisne, en tant que conseiller général du canton de Saint-Quentin Nord.
Il devient en 2004 directeur de cabinet du maire de Meaux en Seine-et-Marne, Jean-François Copé, après avoir été salarié de l'office HLM de la ville. Il le suit ensuite dans ses diverses fonctions : de la présidence du groupe UMP à l'Assemblée nationale, puis au secrétariat général de l'UMP et enfin à la présidence de l'UMP à la suite des élections internes de 2012. Jusqu'en octobre 2012, Jérôme Lavrilleux a été employé, à temps partiel, par le groupe UMP à l'Assemblée nationale. Il occupait cette fonction depuis 2007 pour une rémunération de 3 500 euros mensuels. Christian Jacob indique que sa mission était de « coordonner les députés, en lien avec le secrétaire général du parti ».
Au printemps 2012, il a été le directeur-adjoint de la campagne présidentielle de Nicolas Sarkozy, chargé notamment de la logistique et de l'organisation des meetings.
Élu au Parlement européen lors des élections européennes de 2014, Jérôme Lavrilleux démissionne de ses fonctions de directeur de cabinet de Jean-François Copé, ex-président de l'UMP, dans une lettre adressée à Luc Chatel, nouveau secrétaire général du parti le 15 juin 2014. Le 24 juin, une procédure d'exclusion de l'UMP est enclenchée à son encontre à cause de son rôle dans l'affaire Bygmalion. Le 15 octobre 2014, il quitte l'UMP, considérant la procédure d'exclusion dont il est l'objet comme « une mascarade, une justice d’exception  ». Il met en cause les entourages de François Fillon et d'Alain Juppé dans ce qu'il considère comme un acharnement à son encontre.
Il soutient Jean-François Copé pour la primaire présidentielle des Républicains de 2016.
Il soutient Emmanuel Macron pour l'élection présidentielle de 2017.

#### Parlement européen
Lors des élections européennes de 2014, il est à la tête de la liste UMP « Pour la France, agir en Europe avec Jérôme Lavrilleux » dans la circonscription Nord-Ouest. Elle obtient 509 928 voix et 18,75 % des suffrages exprimés face à la liste de Marine Le Pen. Il est élu député au Parlement européen le 25 mai 2014. Jérôme Lavrilleux siège au sein du groupe du Parti populaire européen (PPE).
Jérôme Lavrilleux est titulaire dans la commission parlementaire « Emploi et affaires sociales » et suppléant dans la commission « Pétitions ». Il est membre titulaire de la délégation pour les relations avec le Canada et membre suppléant de la délégation pour les relations avec l'Afrique du Sud.

### Affaire Bygmalion
Le journal Le Point publie en février 2014 une enquête accusant l'équipe de campagne de 2012 de Nicolas Sarkozy d'avoir payé des prestations de l'entreprise Bygmalion à un tarif trop important. En tant que directeur adjoint de cette campagne, Jérôme Lavrilleux reconnaît le 26 mai 2014 sur BFM TV qu'« il y a eu un dérapage » car « c'est impossible de faire une campagne électorale avec 22 millions d'euros », mais que « ni Monsieur Copé, ni Monsieur Sarkozy n'ont été mis au courant des dérives » et qu'il « n'y a pas eu d'enrichissement personnel » dans cette affaire. Pourtant dans un article daté du 18 juin, Le Figaro reproduit un SMS de Jérôme Lavrilleux, remontant à 2012, indiquant que Jean-François Copé et Nicolas Sarkozy auraient bien été informés des dépenses excessives liées à la campagne présidentielle de 2012,. Le 31 mai, des élus de droite dont  Daniel Fasquelle et Jean-Paul Gauzès demandent la démission de Jérôme Lavrilleux après ses révélations sur BFMTV dans le cadre de l'affaire Bygmalion. De plus, Jérôme Lavrilleux affirme qu'Éric Cesari et Guillaume Lambert ont participé à la « ventilation des comptes » permettant de déterminer les factures qui ont été attribuées à l'UMP et celles attribuées aux bilans financiers de campagne de Nicolas Sarkozy.
Dominique Dord, ancien trésorier de l'UMP, indique ses réserves concernant les allégations de Jérôme Lavrilleux. Il rappelle que le « clan Sarkozy » conteste cette version. C'est aussi le cas de Christian Estrosi  et de Nathalie Kosciusko-Morizet.
Le 19 mai 2015, le Parlement européen lui retire son immunité parlementaire à la demande des juges parisiens enquêtant sur l'affaire. Il a lui-même voté pour la levée de son immunité afin de pouvoir s'exprimer devant le juge. Il est mis en examen le 15 juin.
Le jeudi 3 juin 2021, lors du procès en première instance, il est le premier responsable de l’UMP à reconnaître à la barre qu'un système de fausses factures a été mis en place en vue de pouvoir dépasser le plafond de dépenses des partis autorisées par la loi, mais affirme que « les décisions se prennent à l’Élysée » et que lui n'a pas « défini la stratégie de campagne ». Le 17 juin 2021, le parquet requiert une peine de prison de 3 ans avec sursis et 50 000 € d'amende. Le 30 septembre 2021, il est reconnu coupable de financement illégal de campagne et est condamné à trois ans de prison dont un avec sursis ainsi qu'à une privation de droits d’éligibilité pendant trois ans.
Dans une interview accordée à BFM TV le 1er octobre 2021, il affirme les larmes aux yeux qu'il fera appel de la décision de justice malgré le risque d'un jugement plus sévère, et qu'il « n'ira jamais en prison »,,. Dans une autre interview, il précisera que cette phrase n'était pas du "pathos", ou une pression. Il justifie l'utilisation de cette expression, expliquant que la perspective de faire un séjour en prison est quelque chose qu'il n'a pas encore intégré, et que c'est une forme de barrière psychologique pour se protéger. Il est jugé en appel à partir du 8 novembre 2023. Le 14 février 2024, la peine de Jérôme Lavrilleux est finalement allégée à deux ans d’emprisonnement dont dix-huit mois avec sursis, assortie d’une inéligibilité de cinq ans. Il ne souhaite pas se pourvoir en cassation.

## Après la politique
Une fois son mandat de député européen terminé, il ouvre un gîte en Dordogne en 2019,. Il a une société exerçant dans le domaine de la communication politique qui a notamment pour client la commune de Rillieux-la-Pape à partir de 2020 dont le maire est Alexandre Vincendet. 
Alexandre Vincendet est élu député en 2022 et le prend comme collaborateur parlementaire,.
Il intervient régulièrement sur RMC Story dans l'émission d'Estelle Denis : Estelle Midi.

## Synthèse des fonctions et mandats politiques

### Mandats électifs
- Conseiller général de l'Aisne (2002-2014)[42]
- Député européen (2014-2019)

### Responsabilités politiques
- Directeur de cabinet du maire de Saint-Quentin (1995-2004)
- Directeur de cabinet du maire de Meaux (2004-2007)
- Directeur de cabinet du Président du Groupe UMP à l'Assemblée nationale (2007-2010)
- Directeur de cabinet du secrétaire général de l'UMP (2010-2012)
- Directeur de campagne adjoint de la campagne présidentielle de Nicolas Sarkozy (2012)
- Directeur de cabinet du président de l'UMP (2012-2014)
- Collaborateur parlementaire du député de la septième circonscription du Rhône (depuis 2022)

## Décoration
Le 15 octobre 2012, Nicolas Sarkozy lui remet les insignes de chevalier de l'ordre national du Mérite.